# Band (Indianerstamm)
Der englische Ausdruck band („Bande, Gruppe, Horde“; französisch bande, aus okzitanisch banda „dem gleichen Banner Folgende“) war ursprünglich eine Fremdbezeichnung für Stämme und Untergruppen der nordamerikanischen Indianer und wurde in der Folge von einigen Stämmen als offizieller Eigenname übernommen, beispielsweise bei den First Nations in Kanada. Im Einzelfall kann band die Bezeichnung für eine Stammesgruppe, einen Stamm oder eine indianische Nation sein. Fachsprachlich ist band in der Ethnologie (Völkerkunde) und Anthropologie die englische Entsprechung zur Wildbeuter-„Horde“.
Die frühen britischen und französischen Kolonisatoren Nordamerikas benutzten den Ausdruck band(e) allgemein für kleinere Indianergruppen, unabhängig davon, wie diese Gruppen sich selbst bezeichneten oder in welchem organisatorischen Zusammenhang sie standen. Eine solche band konnte in der Realität nur eine örtliche Gemeinschaft von einigen Familien sein, oder eine Untergruppe von einem Stamm, oder ein kleiner Stamm oder ein eigenes kleines Volk. Den Europäern war die soziale und politische Organisation der Indianer beispielsweise in lineages, clans, tribes oder nations nicht ersichtlich – und zumeist gab es aus eurozentristischem Denken auch kein Interesse daran. In ähnlicher Weise wurde die Bezeichnung chief (Häuptling) teilweise undifferenziert auf reale oder vermeintliche Anführer von ethnischen Gruppen übertragen, um äußerlich einen verantwortlichen Ansprechpartner zu bestimmen.
Viele der betroffenen Indianer-Gruppierungen übernahmen teils freiwillig, teils erzwungenerweise die Zuschreibung als band, einige nahmen sie offiziell in ihre Gruppennamen auf, beispielsweise bei den Cheyenne, Shoshone, Potawatomi und Paiute im Großen Becken und bei den Apachen im Südwesten der heutigen USA. Bei den Osage im Indianer-Territorium gab es neben Moiety-Erblinien und Klans die Band als weitere politische Organisationsform. Bei den kanadischen First Nations ist band seit dem Indian-Act-Gesetz von 1876 als eine rechtlich gültige Eigenbezeichnung von Indianerstämmen anerkannt, zusammen mit einer eigenen politischen Verwaltung, dem band council, geleitet von einem chief (beispielsweise bei den Gitxsan und Nisga’a im Pazifischen Nordwesten). Auch in den USA ist die Bezeichnung offiziell gebräuchlich.

## Quelle
- Elizabeth Prine Pauls: The Difference Between a Tribe and a Band. In: Encyclopædia Britannica. 6. März 2008, abgerufen am 27. Oktober 2019 (englisch, Fachautorin; ausführliche Unterscheidung zwischen bands und tribes: Horden vs. Stämme).